# San Cristóbal de La Laguna
San Cristóbal de La Laguna je město na Kanárských ostrovech v severní části ostrova Tenerife. Je součástí metropolitní oblasti Santa Cruz de Tenerife, leží asi 25 km na jih od tohoto města, nejbližšími městy jsou El Rosario a Tacoronte. Město je sídlem biskupství a univerzity.
K 1. lednu 2022 mělo 157 815 obyvatel.

## Historie

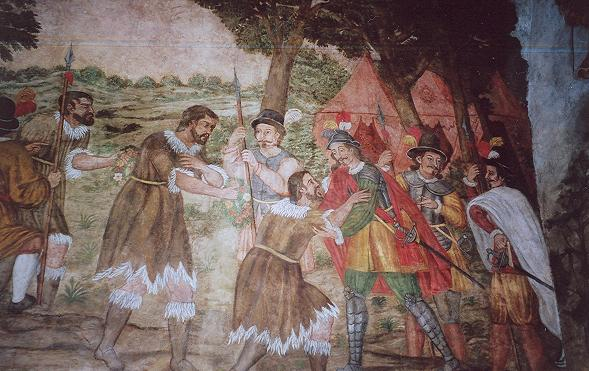
Kapitulace Guanchů před Alonzem Fernandezem de Lugo; freska v radnici

San Cristóbal de La Laguna založil roku 1495 kastilský dobyvatel a kolonizátor, generál Alonso Fernández de Lugo poté, co jeho vojsko v krvavé bitvě u Aguere roku 1494 pozabíjelo na 1700 místních obyvatel Guanchů a ostatní kapitulovali. Na místě bitvy byl vztyčen kamenný kříž a později postavena kaple. 6. července 1497 byl položen základní kámen nového města (dnešní Villa de Abajo) a vytyčeny jeho ulice.
V roce 1999 bylo město zapsáno na seznam světového dědictví UNESCO.

## Památky
- Katedrála Panny Marie Pomocné, sídlo biskupa
- Královská svatyně Cristo de La Laguna, kde obraz ukřižovaného Ježíše Krista vysoce uctívaný na Kanárských ostrovech.
- Iglesia de la Concepción (kostel Neposkvrněného početí Panny Marie); nejstarší kostel ve městě, postavený roku 1511.

Ve městě jsou dva kláštery.
- Klášter svaté Kláry z Assisi
- Klášter svaté Kateřiny Sienské, v němž se nachází neporušené tělo jeptišky Maríi de León y Delgado, opředené pověstí o zázraku.

## Školství a kultura
- Universidad de La Laguna byla založena dekretem španělského krále Carlose IV. roku 1792[2] a reformována v letech 1913 a 1927. V současnosti ji navštěvuje okolo dvaceti pěti tisíc studentů.

## Významné osobnosti
- Alonso Fernández de Lugo (1456–1525), kastilský dobyvatel, žil a zemřel zde.
- José de Anchieta (1534–1597), jezuitský kněz a misionář v Brazílii, zdejší rodák
- Amaro Pargo (1695–1747), španělský korzár, zdejší rodák